# Otto Aulie
Otto Wilhelm Aulie (Tønsberg, 27 settembre 1894 – Skien, 9 febbraio 1923) è stato un calciatore norvegese, di ruolo difensore.

## Carriera

### Club
Aulie vestì le maglie di Odd e Lyn Oslo.

### Nazionale
Conta 27 presenze per la Norvegia. Esordì il 26 ottobre 1913, nel pareggio per 1-1 contro la Svezia.